# Västerby
Västerby is een plaats in de gemeente Uppsala in het landschap Uppland en de provincie Uppsala län in Zweden. De plaats heeft 65 inwoners (2005) en een oppervlakte van 8 hectare.